# Trovanje
Trovanje je stanje ili proces u kome organizam postaje otrovan toksičnom supstancom ili životinjskim venomom.
U organizam čoveka pored patogenih mikroorganizama i njihovih toksina mogu dospeti i hemijska jedinjenja koja u veoma malim količinama mogu izazvati trovanje. Hemijska jedinjena mogu dospeti u hranu na različite načine za vreme tehnološkog procesa proizvodnje i prerade namirnica. Najčešće dospevaju kao dodaci koji poboljšavaju boju, miris, izgled i ukus proizvoda ili sprečavaju kvarenja hrane. Ove materije nazivaju se aditivi i izazivaju trovanje samo ako se unesu u većim količinama od onih koje su dozvoljene. 
Trovanje je u sve većoj meri posledica zagađenosti vode, zemljišta i vazduha, kao i nepropisnog skladištenja i čuvanja hrane.
Hemijske supstance najčešći izazivači trovanja su:
- Cink
- Olovo
- Arsen
- Bakar
- Antimon
- Kadmijum
- Živa
- Pesticidi

## Trovanje cinkom
Trovanje cinkom je dosta retko i  obično je posledica čuvanja i pripremanja hrane u posuđu od cinka. U posudama od cinka mogu se držati samo voda i suve namirnice. Cink lako prelazi u životne namirnice bogate kiselinama, kao što su voće i povrće. U posudama od cinka naročito je opasno držati mleko, kiseo kupus, turšiju i gljive.
Simptomi trovanja cinkom su slaba groznica, jake glavobolje, povraćanje, bolovi u kolenima, bolovi u trbuhu, sladunjav ukusu u ustima i dr.

## Trovanje bakrom
Do trovanja bakrom najčešće dolazi kada se hrana drži ili priprema u nedovoljno kalajisanim sudovima od bakra. Konzumiranje voća koje je prskano rastvorima koji sadrže bakarne soli je jedan od načina trovanja bakrom. Plavi kamen je bakarna so koja se najviše koristi za prskanje voća. U malim količinama bakar nepovoljno deluje na ukus i miris hrane, naročito mleka. Osobe koje su otrovane bakrom osećaju metalni ukus u ustima, imaju bolove u stomaku , povraćaju sadržaj koji je najčešće zelenkaste boje i imaju krvave stolice, a kod težih slučajeva može doći i do gubitka svesti i paralize disanja.

## Trovanja olovom
Postoji više uzroka koji izazivaju trovanje olovom. Najčešće do trovanja dolazi kada se hrana priprema u posuđu od zemlje sa glazurom koja sadrži olovo i u posuđu kalajisanim kalajem, koji sadrži veće količine olova nego što je dozvoljeno, kao i konzumiranjem tople vode koja protiče kroz olovne cevi. Ova trovanja često se veoma teško raspoznaju. Akutna trovanja, za razliku od hroničnih, veoma su retka.
Negativni efekti na zdravlje obuhvataju ometanje sinteze hemoglobina, oštećenje bubrega, povišen krvni pritisak, pobačaj, poremećaj nervnog sistema, smanjenu plodnost i smetnje u učenju i probleme u ponašanju kod dece. Olovo može proći kroz placentu i može da ošteti nervni sistem i mozak fetusa u razvoju. Kod hroničnog trovanja olovom stvara se sivo-crni rub na desnima i plavkasto-Ljubičaste mrlje na sluzokoži usta. Mogu se javiti iznenada bolovi i grčevi u trbuhu, uz povećani krvni pritisak, kao i nervni poremećaji drhtanje prstiju, nesanica, grčevi i uznemirenost.

## Trovanje kadmijumom
Hronična izloženost kadmijumu predstavlja veliku opasnost po ljudsko zdravlje dok akutno trovanje kadmijumom može biti smrtonosno. Glavni izvori kadmijuma u ishrani su žitarice, voće i povrće. Sekundarni izvori su meso, riba, rakovi, školjke i glavonošci. Dugotrajno izlaganje može dovesti do oštećenja bubrega, jer se kadmijum akumulira u bubrezima. Drugi štetni efekti po zdravlje uključuju dijareju, bolove u stomaku, mučninu, defekte kostiju, oštećenja imunskog sistema, moguću neplodnost, moguće oštećenje DNK i kancerogene efekte.

## Trovanje živom
Otrovnost žive kreće unosom žive ili njenih soli koje su slabo biodostupne ili udisanjem para žive koje se lako apsorbuju. Živa kao para se lako širi ka organima, ali se gomila u mozgu i bubrezima.
Glavni izvor žive u ishrani je riba, zatim voće i povrće. U ribama i ljuskarima živa je prisutna u obliku metil žive, dok je u većini ostalih prehrambenih grupa prisutna u svom neorganskom obliku. Metil živa se formira od neorganskih živa delovanjem mikroorganizama u morskim i slatkovodnim sedimentima. Živa je veoma toksična i može da izazove poremećaj nervnog sistema, oštećenje mozga, oštećenje DNK i hromozoma, alergijske reakcije i negativne reproduktivne efekte, može izazvati kontaktni dermatitis.

## Trovanje arsenom
Glavni izvor arsena u ishrani ljudi je riba i drugi morski plodovi. Morska sredina ima veliki uticaj na sadržaj arsena, jer morske ribe sadrže oko 10 puta više arsena od slatkovodnih riba. Arsen je jedan od najtoksičnijih elemenata i prisutan je u hrani u organskim ili neorganskim oblicima, pri čemu se neorganski smatraju daleko toksičnijim nego organski. Neorganske As3+ soli su toksičnije od As5+ soli. Bolesti izazvane prekomernim unosom neorganskog arsena uključuju oštećenja kože, pluća i srca, gastrointestinalne bolesti i moguće kancerogene efekte. Organski arsen ne izaziva bolesti, ali izlaganje visokim dozama može izazvati
oštećenja nerva i probleme sa želucem. Akutna izloženost neorganskom arsenu može izazvati mučninu, povraćanje, obilnu dijareju, aritmiju, pad proizvodnje eritrocita i leukocita, pad zapremine krvi .

## Trovanje pesticidima
Pesticidi su hemijske materije koje se koriste u zaštiti bilja, za uništavanje insekata i trovanje glodara. Toksikološki su vrlo aktivni, posebno kada je reč o organo-fosfornim jedinjenjima i preparatima sa živom. Trovanja pesticidima vrlo su česta. Glavni uzrok njihovog dospevanja u hranu su nepažnja i nepoštovanje uputstava za upotrebu. Posledice trovanje pesticidima su razne i najčešće se ispoljavaju nekoliko minuta nakon njihovog unosa.

## Spoljašnje veze
- Trovanja hranom
- Štetnost teških metala po zdravlje

|  | Molimo Vas, obratite pažnju na važno upozorenje u vezi sa temama iz oblasti medicine (zdravlja). |